# Interkulturní management
Interkulturní management vysvětluje chování lidí v organizacích po celém světě a ukazuje lidem, jak pracovat v organizacích se zaměstnanci a populací klienta z mnoha různých kultur.
Interkulturní management je v současné době dynamicky se rozvíjející "vědní" oblastí. Tato na první pohled neznámá disciplína má své počátky již v 60. letech minulého století, kdy první kroky v tomto oboru podnikl Geert Hofstede.

## Význam Interkulturního managementu
Interkulturní management se zabývá především řízením lidských zdrojů v nadnárodních společnostech. Lidský faktor je nejvíce omezující složkou při uplatňování globálních strategií. Proto by měla být v nadnárodních společnostech věnována velká pozornost managementu lidských zdrojů a to především interkulturnímu managementu. Předmětem jeho zájmu je problematika řízení lidských zdrojů s ohledem na kulturní prostředí zaměstnanců a vytvoření vhodné podnikové kultury, která by vyhovovala všem jedincům působících v organizaci. Jedná se především o kompromisy a proces přizpůsobení se.
Interkulturní management se zabývá zejména takovými otázkami, jako jsou:
- změny ekonomického a podnikatelského prostředí a přístupy k hledání konkurenčních výhod plynoucích z mezinárodního prostředí,
- mezinárodní, multinacionální a transnacionální organizace a korporace,
- strategický management v mezinárodním prostředí,
- organizace a řízení mezinárodních společností
- mezinárodní podnikatelské sítě a strategické aliance
- interkulturní kontext mezinárodních organizačních aktivit.[2]

## Vymezení interkulturního managementu
Interkulturní management lze vymezit pomocí dvou základních pojmů, kultura a management.

### Kultura
Kultura nikdy nestojí sama o sobě. Je ovlivňována i dalšími proměnnými. Těmi máme na mysli například jazyk a náboženství. Kultura často tyto hranice přesahuje. Jazyk je jedním z definovaných projevů kultury. Často dochází k nedorozuměním z důvodů velké rozdílnosti jednotlivých jazykových skupin, ale i jednotlivých slangů a dialektů. Název jednoho výrobku vlasové kosmetiky je „Mist Stick“, v Německu znamená výraz „mist“ hnůj. V Číně je slogan „Pepsi does alive“ (Pepsi oživuje, osvěžuje) překládám jako „brings your ancestors from their burial place“ (zvedne i mrtvé z hrobu). Náboženství vyjadřuje klíčové hodnoty a normy svých stoupenců. Nejvíce jich má křesťanství, ale nejrychleji se šířícím náboženstvím je islám. Jazyk a náboženství poskytují MNEs výhody, stejně tak jako vytvářejí překážky. Zaměstnanci mluvící rozdílnými jazyky a vyznávající odlišné náboženství mohou tvořit v podnicích subkultury. Je tedy potřeba rozumně a uvážlivě překlenout rozdíly mezi podnikovou a lokální kulturou. Vliv kultury na management je patrný v organizování a celkovém pojetí řízení organizací, motivaci a vedení lidí. Lze nalézt souvislosti mezi různými dimenzemi kultury a odlišnostmi napříč kulturami ve více oblastech managementu zároveň.

### Management
Management lze nejobecněji charakterizovat jako souhrn všech činností, které je třeba udělat, aby byla zabezpečena funkce organizace. Ve spojitosti s interkulturním managementem jsou nejdůležitější lidské dovednosti, představující schopnost pracovat s lidmi, tj. vytvářet skupinové úsilí, uskutečňovat týmovou práci, vytvářet prostředí, ve kterém se lidé cítí bezpeční a mohou svobodně vyjadřovat své názory.

## Interkulturní výzkum
Interkulturní výzkum se v oblasti managementu postupně vyvíjel v průběhu posledních třiceti let. Přední publikace, Journal of International Business studies, oslavila v roce 1994 své 25 výročí. Z řady prvních témat patřil mezi ty nejvýznamnější fenomén internacionalizace firem, zejména exportních aktivit, zahraniční přímé investice a postupný vznik mezinárodních korporací.
Relační vzory ovlivňují výzkum interkulturního managementu prostřednictvím způsobu interakcí mezi lidmi, rozhodnutí v procesu rozhodování a způsob, jakým se mísí lidské vztahy a obchodní záležitosti. Rozdíly mezi více přirozenými společnostmi a společnostmi nezávislými a autonomními mohou být použity pro studium rozličných témat, jako je vliv na postup jedinců při nakupování – prodejní vztahy, úplatkářství, průmyslový marketing, vztahy s hostitelskou vládou nebo import prostředků.
Interkulturní pohled se stal zásadní pro většinu řízení současného výzkumu. Globální podnikatelské prostředí stále více vede k větší praktické potřebě mezinárodního výzkumu a dotazování, zda vědní management následuje univerzální pravidla.
Mnoho vzdělávacích institucí a firem vedou jejich studenty či členy, aby získali přípravu v oblasti interkulturního managementu. Kurzy jsou často vytvořeny k zavedení specifických kultur do tříd. Příkladem toho může být německá, japonská nebo islámská kultura a podniková kultura. Každý z nich je unikátní a umožňuje studentům získat obchodní dovednosti.

## Interkulturní management v praxi
Pro řízení společnosti v interkulturním prostředí by měl mít manažer určité specifické znalosti a dovednosti. V případě, že manažer nedostatečně zastupuje společnost v jiných zemích anebo praxe interkulturního managementu je v mezinárodní spolupráci nedostatečná, může to poškodit spolehlivost tohoto manažera. Současně to také poškozuje důvěryhodnost firmy či instituce. To znamená, že chování manažerů může mít dalekosáhlé důsledky. Interkulturně kompetentní manažeři by měli znát podmínky, za kterých lidé různých kultur pracují a žijí. Aby v této své úloze obstáli, musejí si osvojit především určité základní znalosti z kulturní antropologie a interkulturní psychologie a dále dovednosti interkulturní komunikace a interkulturního managementu.
 

## Interkulturní management v organizaci
Integrace nezbytná v nadnárodních společnostech je založena na kulturní synergii. Jde o kombinaci více kultur napomáhající k vytvoření jedné kultury organizační. Tuto skutečnost by si měl manažer v takovémto prostředí plně uvědomovat a nesnažit se integrovat jednotlivé pracovníky pocházející z různých kultur do kultury, která je v dané pobočce dominantní nebo kultury panující v centrále společnosti. Nejdůležitější dovedností manažera by měla být v první řadě schopnost pracovat s lidmi z jiného kulturního prostředí jako s rovnými. Dále by měl být manažer ochoten se učit za účelem zlepšení organizačních schopností. Musí se učit, jak spolupracovat se zahraničními partnery. Prostřednictvím této kooperace by se měl snažit získat co nejvíce znalostí z každého takovéhoto setkání.

## Interkulturní management a globální svět
Z hlediska mezinárodního, interkulturního a multikulturního managementu je nutno brát v úvahu také vliv všeobecného, širšího globálního prostředí. Svět se v duchu zřetelně proměňuje v tzv. „globální vesnici“, a že různé země se stále více podobají sobě navzájem, je zřejmé, že dosud se odlišují řadou politických, právních, ekonomických i sociokulturních specifik. Operuje-li organizace v globálním prostředí, je nevyhnutelně konfrontována s řadou z nich. Manažeři musejí při svých aktivitách v mezinárodním, globálním a multikulturním prostředí brát v úvahu přinejmenším tři následující segmenty prostředí:
- politické a právní systémy,
- ekonomické systémy,
- sociokulturní systémy.[9]

Vzhledem k existenci mnoha rozmanitých kultur se v globalizovaném světě stává porozumění vlivům kultury na chování lidí kritickou způsobilostí manažerů mezinárodně a globálně působících organizací. Jestliže manažeři s mezinárodní působností vědí pouze málo o kultuře země, v níž pracují, a osob, s nimiž se stýkají nebo budou setkávat, mohou si tím způsobit řadu nesnází a problémů a zapříčinit nečekané potíže při realizaci svých záměrů a plnění manažerských úkolů.
V některých multinacionálních korporacích jsou organizační kultura a manažerský styl určovány hodnotami a normami chování země, z níž organizace pochází, v jiných korporacích si jejich dceřiné organizace ustavují své vlastní kultury zpravidla v souladu s lokální kulturou zemí, v nichž působí.

## Interkulturní vzdělávání
Interkulturní vzdělávání může být vysvětleno jako výuka účastníků kulturní kompetence interkulturní kompetence založena na kultuře povědomí a kulturní citlivosti.
To zahrnuje vytváření mezinárodních aktivních lidí, kteří jsou si vědomi toho, že jejich chování a myšlení je řízeno jejich vlastní kulturou, stejně tak ostatní lidé jsou ovlivňováni jejich kulturou. V podstatě zahrnuje kulturní kompetence čtyři faktory a to: znalosti (jazyk, historie, právní a politický systém), dovednosti (dovednosti (komunikace, konfliktní řízení), zkušenosti (biografické zázemí a postoj (vypořádání se s kulturními podivnými zvyky, sebereflexe, kulturní povědomí a kulturní citlivosti).

## Oblasti uplatnění přístupů interkulturálního managementu
Ve světě se problematice interkulturního managementu věnuje řada universit, a také narůstající počet specializovaných poradenských společností. K nejčastějším praktickým aplikacím a službám nabízeným specialisty na interkulturní management (neboli též business antropology), publikovaným na internetu, patří zejména:
- poradenská činnost při rozvoji mezinárodních trhů
- poradenská činnost při zahraničním investování
- jednání se zákazníky v různých oblastech světa
- plánování globální strategie
- rozvoj mezinárodního vedení
- fúze s jinými zahraničními společnostmi
- rozvoj multikulturálních týmů
- vytváření globální vize a poslání pro účely mezinárodní integrace
- implementace transnacionálních manažerských struktur
- řešení mezikulturních konfliktů
- vedení závažných mezinárodních vyjednávání
- implementace velkých kulturních změn
- implementace velkých projektů transferu technologií a managementu
- řízení mezinárodních vztahů k zákazníkům
- usnadňování růstu společností zaměřených na novou technologii v globální aréně
- řešení situací, v nichž nefungují klasické (myšleno americké) manažerské modely
- plánování mezinárodní strategie pro projekty elektronického obchodování (e-commerce)
- řešení problémů mezinárodní mobility a expatriace
- řešení problematiky repatriace.[12]